# Bittium oldroydae
Bittium oldroydae är en snäckart som beskrevs av Bartsch 1911. Bittium oldroydae ingår i släktet Bittium och familjen Cerithiidae. Inga underarter finns listade i Catalogue of Life.